# Zuzara curtispina
Zuzara curtispina är en kräftdjursart som beskrevs av Harrison och David Malcolm Holdich 1984. Zuzara curtispina ingår i släktet Zuzara, och familjen klotkräftor. Inga underarter finns listade.